# Făgăraș
Făgăraș (în maghiară Fogaras, în germană Fogarasch) este un municipiu în județul Brașov, Transilvania, România.
Are o populație de 26.284 locuitori.
Înainte de Unirea Transilvaniei cu România orașul a fost centrul administrativ al comitatului Făgăraș, iar între 1920 și 1950 a fost reședința județului Făgăraș.
La ieșirea din Făgăraș spre Brașov se află centrul geografic al României. Coordonatele exacte ale punctului respectiv sunt 45º50’ latitudine nordică și 24º59’ longitudine estică.

## Geografie

### Localizare
Coordonatele geografice: longitudinea estică 24º58’17”, latitudinea nordică 45º50’32”.
Municipiul Făgăraș se află situat pe traseul șoselei DN1, la 66 km de orașul Brașov și 76 km de orașul Sibiu, pe malul râului Olt, la poalele Munților Făgăraș. 
Din punct de vedere geografic, orașul Făgăraș este situat în zona numită Țara Făgărașului, una dintre cele mai vechi și importante zone geografice și etno-culturale din România. Această zonă se mai numește Țara Oltului și se învecinează cu Țara Loviștei, Țara Bârsei și Țara Amlașului.

### Hidrografie
Râurile care trec prin municipiul Făgăraș sunt:
- Râul Berivoi (care alimenta platforma chimică)
- Râul Olt
- Râul Galați

## Demografie
Componența etnică a municipiului Făgăraș
     Români (73,29%)
     Romi (8,58%)
     Maghiari (2,24%)
     Alte etnii (0,58%)
     Necunoscută (15,31%)
Componența confesională a municipiului Făgăraș
     Ortodocși (76,65%)
     Reformați (1,37%)
     Romano-catolici (1,25%)
     Alte religii (4,38%)
     Necunoscută (16,35%)
Conform recensământului efectuat în 2021, populația municipiului Făgăraș se ridică la 26.284 de locuitori, în scădere față de recensământul anterior din 2011, când fuseseră înregistrați 30.714 locuitori. Majoritatea locuitorilor sunt români (73,29%), cu minorități de romi (8,58%) și maghiari (2,24%), iar pentru 15,31% nu se cunoaște apartenența etnică. Din punct de vedere confesional, majoritatea locuitorilor sunt ortodocși (76,65%), cu minorități de reformați (1,37%) și romano-catolici (1,25%), iar pentru 16,35% nu se cunoaște apartenența confesională.

### Evoluție istorică
În anul 1733, când episcopul greco-catolic Inocențiu Micu-Klein a decis organizarea în Ardeal a unei conscripțiuni (recensământ), la Făgăraș au fost recenzați doi preoți: Toma (ortodox) și Petru (greco-catolic). Funcționa o biserică românească (greco-catolică) (Sf. Nicolae), iar populația românească a localității era formată din 183 de familii, adică un număr de circa 915 persoane.
Conform datelor recensământului din 1930 populația orașului era de 11.841 locuitori, dintre care 7.094 români (54,2%), 4.246 maghiari (26,7%), 969 germani (12,4%), 388 evrei (4,9%) ș.a.
Din punct de vedere confesional populația era alcătuită în 1930 din 2.734 ortodocși (34,9%), 1.551 greco-catolici (19,7%), 1.131 reformați (14,4%), 1.055 romano-catolici (13,5%), 779 luterani (9,9%), 180 unitarieni (2,3%) ș.a.
Conform recensământului din 2002 în Făgăraș locuiau 36.121 de persoane, dintre care 93,23% de etnie română, 4,54% etnici maghiari și 1,17% romi, restul etniilor având sub 1% fiecare în parte.
010.00020.00030.00040.00050.00019121948196619922011populațiePopulația istorică din Făgăraș
Date: Recensăminte sau birourile de statistică - grafică realizată de Wikipedia

## Originea denumirii și istorie

Districtul Făgăraș în Harta Iosefină a Transilvaniei, 1769-73

Așezarea este atestată documentar din anul 1291 sub numele Fogros. Etimologia acestuia poate fi:
1. maghiară: 1.) de la numele propriu Fogor, 2.) sau din cuvântul maghiar fogor, variantă a fogoly „potârniche”, fogros, fogoros însemnând „loc cu multe potârnichi”.[8]
2. peceneagă, de la combinația Fagar šu, „apa frasinului”.
3. română, derivat al substantivului românesc fag, moștenit din latină fagus, „fag”. Această evoluție s-a realizat printr-un derivat al acestui substantiv, *făgar, cu sensul de „pădure de fagi”, „făget”. Acesta, prin diminutivare a devenit făgăraș, atestat, atât ca toponim, cât și ca antroponim, în numeroase alte locuri, situate preponderent pe actualul teritoriu al României [9] http://www.seminarcantemir.uaic.ro/index.php/lsgdc/article/view/314 Arhivat în 19 februarie 2022, la Wayback Machine..

Construcția Cetății Făgărașului a început în 1310,de voievodul Transilvaniei, Ladislau Apor (Opor),  pe locul unei mai vechi fortificații de pământ și lemn din secolul al XII-lea. 

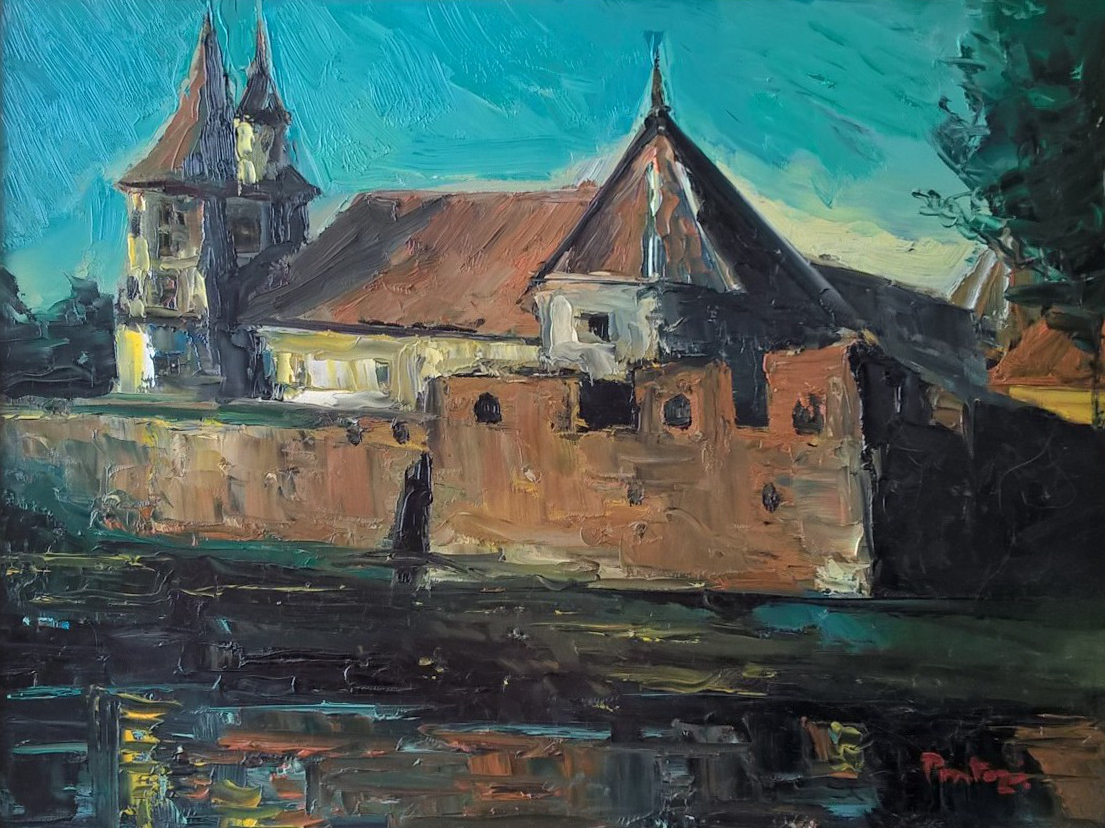
„Amurg în Cetatea Făgărașului”, peisaj de Valeriu Pantazi

Cetatea Făgărașului, împreună cu Amlașul, au fost acordate în Evul Mediu de regii Ungariei ca feude domnilor munteni care se puneau sub protecția lor. Între aceștia s-au numărat Vladislav Vlaicu (1364-1377), intitulat «Vajvoda Transalpinus et banus Zeverino necnon dux de Fogaras», și Mircea cel Bătrân, voievod al Țării Românești, (1386-1394 și 1397-1418), care a purtat și titulatura de «Amlașului și Făgărașului herțeg».
Cetatea Făgărașului a trecut, în decursul timpului, pe rând în posesia unor boierii făgărășeni și voievozi.
În timp orașul a devenit un important centru politic, mai ales datorită găzduirii dietelor, ca reședință princiară, precum și pentru faptul că în secolele al XVI-lea - al XVII-lea, a fost scaun superior de judecată.
În 1721 Făgărașul a devenit sediu al Episcopiei Române Unite cu Roma (greco-catolică), reședința episcopului fiind la etajul întâi al aripii de sud a cetății. Însă episcopul Ioan Giurgiu Patachi a preferat să stea la Castelul Brukenthal de la Sâmbăta de Jos. La Făgăraș, episcopul Giurgiu a ridicat la rang de catedrală episcopală Biserica „Sf. Nicolae”, ctitorită de Constantin Brâncoveanu. De atunci titulatura episcopiei a fost schimbată în „Episcopia de Făgăraș și Alba Iulia”. La Făgăraș, episcopul Inocențiu Micu-Klein a locuit într-o casă construită în 1727, iar în 1737 și-a mutat reședința episcopală, printr-un schimb de proprietăți, la Blaj, pentru a se afla în centrul teritoriului episcopiei.
Arhitectura istorică a orașului trimite cu gândul la meșteșugarii care s-au așezat în Târgul Făgărașului. Acesta aduna toate satele din zonă pentru vânzarea produselor agricole și ale micilor meșteșugari. Stilul arhitectural este puternic influențat de cel al coloniștilor saxoni, îmbinat începând cu secolul al XVIII-lea, cu barocul austriac.
- Cetatea Făgărașului

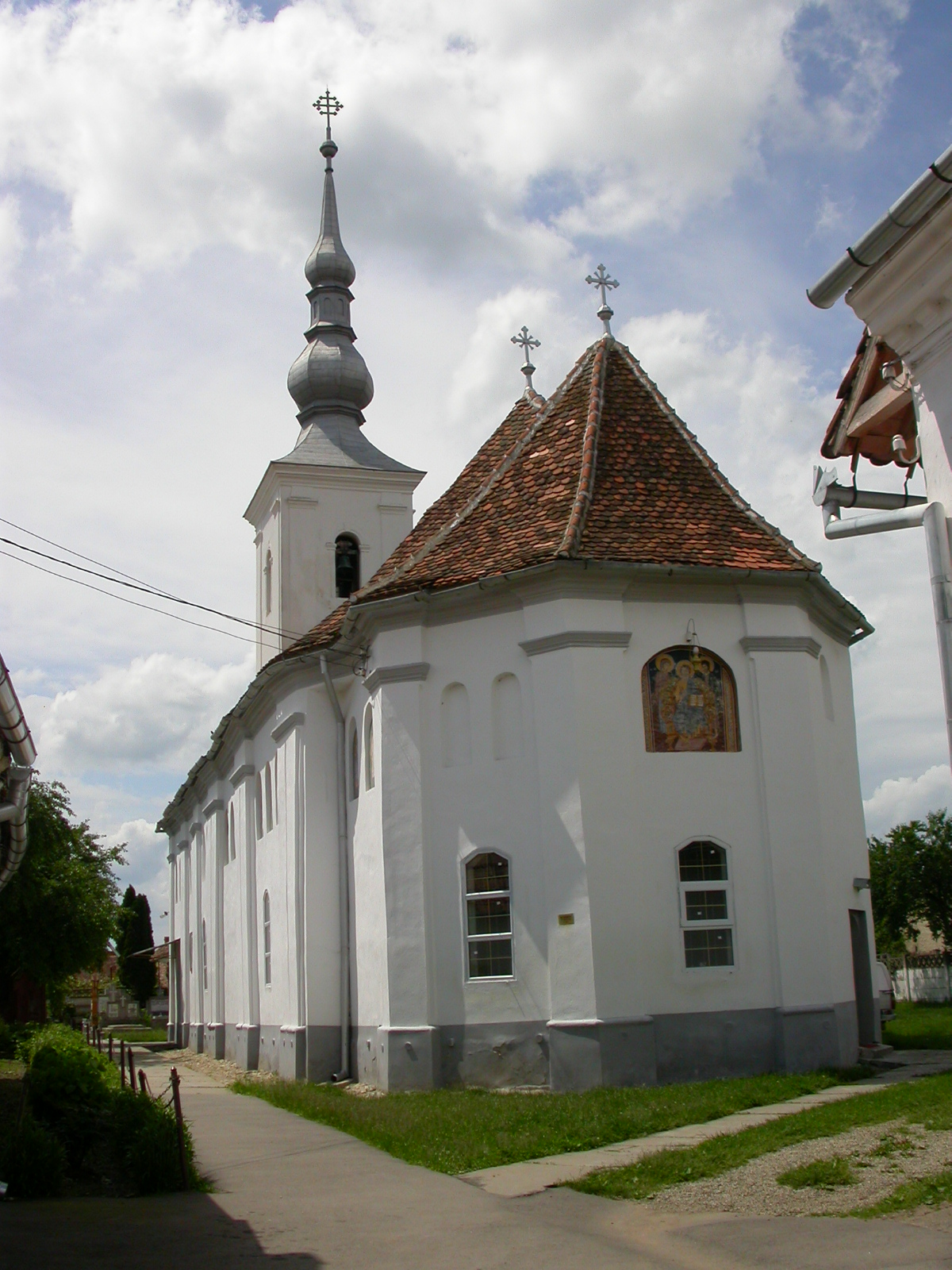
Biserica Sfânta Treime din Făgăraș, edificiu construit în contextul edictelor iozefine de toleranță religioasă (1783), monument istoric

- Biserica fortificată din Cincu - (secolul al XII-lea);
- Mănăstirea Cârța, care aparținea ordinului monastic catolic cistercian, din satul Cârța (1202);
- Bazilica, din satul Hălmeag (secolul al XIII-lea);
- Biserica fortificată din Cincșor - (secolul al XIV-lea);
- Mănăstirea Sâmbăta de Sus, din satul Sâmbăta de Sus, construită în 1657;
- Castelul Brâncoveanu, Sâmbăta de Sus, din secolul al XVIII-lea
- Biserica „Sf. Nicolae”, construită în 1697 de Constantin Brâncoveanu;
- Biserica reformată, construită în 1712; este situată pe Bd. Unirii la numărul 17.
- Biserica Franciscană, cunoscută de localnici sub numele de Biserica Paterilor (1737), situată pe strada Vasile Alecsandri la numărul 1;
- Biserica „Sf. Treime”, construită în 1783, cu picturi murale din 1791;
- Biserica Unitariană (construită în 1912), str. Mihai Eminescu la numărul 1, în Făgăraș;
- Casa Memorială „Badea Cârțan”, din satul Cârțișoara;
- Sinagoga (construită în 1870), str. Aron Pumnul, Făgăraș;
- Castelul Brukenthal din Sâmbăta de Jos.

## Administrație și politică
Municipiul Făgăraș este administrat de un primar și un consiliu local compus din 19 consilieri. Primarul, Gheorghe Sucaciu[*], de la Partidul Social Democrat, este în funcție din 2016. Începând cu alegerile locale din 2024, consiliul local are următoarea componență pe partide politice:
|  | Partid                              | Consilieri | Componența Consiliului | Componența Consiliului | Componența Consiliului | Componența Consiliului | Componența Consiliului | Componența Consiliului | Componența Consiliului | Componența Consiliului | Componența Consiliului | Componența Consiliului |
|  | ----------------------------------- | ---------- | ---------------------- | ---------------------- | ---------------------- | ---------------------- | ---------------------- | ---------------------- | ---------------------- | ---------------------- | ---------------------- | ---------------------- |
|  | Partidul Social Democrat            | 10         |                        |                        |                        |                        |                        |                        |                        |                        |                        |                        |
|  | Partidul Național Liberal           | 3          |                        |                        |                        |                        |                        |                        |                        |                        |                        |                        |
|  | Partida Romilor „Pro Europa”        | 2          |                        |                        |                        |                        |                        |                        |                        |                        |                        |                        |
|  | Alianța pentru Unirea Românilor     | 2          |                        |                        |                        |                        |                        |                        |                        |                        |                        |                        |
|  | Partidul Viitorul Țării Făgărașului | 2          |                        |                        |                        |                        |                        |                        |                        |                        |                        |                        |

În urma alegerile locale din 2016, în funcția de primar al municipiului Făgăraș a fost ales Gheorghe Sucaciu (PSD).
La alegerile locale din 2012, Constantin Mănduc a fost ales primar al Făgărașului, pentru a doua oară consecutiv,  din partea PNL. În urma alegerilor locale din 2012, din totalul de 17 de consilieri, 10 au fost aleși din partea Partidului Național Liberal (PNL), 5 din partea Partidului Social Democrat (PSD) și 2 din partea Partidului Conservator (PC).
|  | Partid                          | Consilieri | Componența Consiliului | Componența Consiliului | Componența Consiliului | Componența Consiliului | Componența Consiliului | Componența Consiliului | Componența Consiliului | Componența Consiliului | Componența Consiliului | Componența Consiliului |
|  | ------------------------------- | ---------- | ---------------------- | ---------------------- | ---------------------- | ---------------------- | ---------------------- | ---------------------- | ---------------------- | ---------------------- | ---------------------- | ---------------------- |
|  | Partidul Național Liberal (PNL) | 10         |                        |                        |                        |                        |                        |                        |                        |                        |                        |                        |
|  | Partidul Social Democrat (PSD)  | 5          |                        |                        |                        |                        |                        |                        |                        |                        |                        |                        |
|  | Partidul Conservator (PC)       | 2          |                        |                        |                        |                        |                        |                        |                        |                        |                        |                        |

## Calamități abătute asupra Făgărașului
- Cutremure: în anii 1473, 1590, 1662, 1738, 1802, 1916, 1919, 1940, 1977, 1986, 1990, 2009
- Furtuni:
- Incendii: 1760
- Inundații: 1970
- Invazii:
- Ciumă și alte boli mortale:

## Unități de învățământ
- Colegiul Național „Radu Negru”, școală-pilot a învățământului făgărășan;
- Colegiul Național „Doamna Stanca” Arhivat în 27 iulie 2012, la Wayback Machine., instituție ce oferă predare atât în limba germană cât și în cea română. Este singurul colegiu din județul Brașov care oferă bursă guvernamentală elevilor, dându-le șansa de a studia în străinătate;
- Colegiul Tehnic „Aurel Vijoli”;
- Liceul Agro-industrial „Dr. Ioan Șenchea”;
- Liceul Teologic Ortodox „Constantin Brâncoveanu” (din septembrie 2010, prin transferarea claselor Seminarului teologic ortodox, existente la Colegiul Național „Doamna Stanca”, și fuzionare cu o școală generală);
- Școala Gimnazială Ovid Densusianu Făgăraș, instituție de elită la nivelul jud. Brașov
- Grădinițe.

## Instituții de cultură
- Casa de Cultură
- Fundația „Negru Vodă”
- Muzeul Țării Făgărașului „Valeriu Literat”[14]

## Obiective turistice

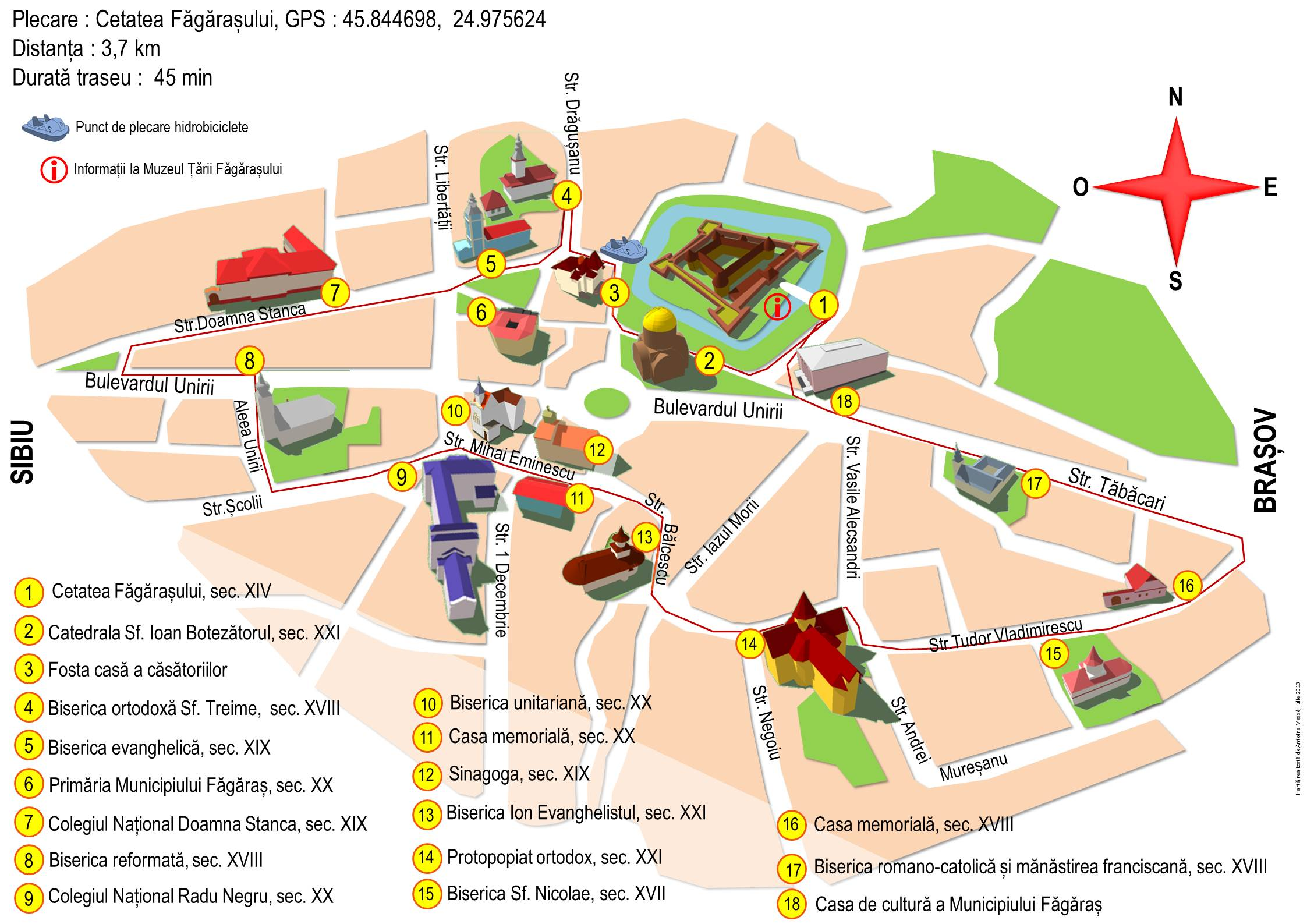
Hartă turistică a Făgărașului

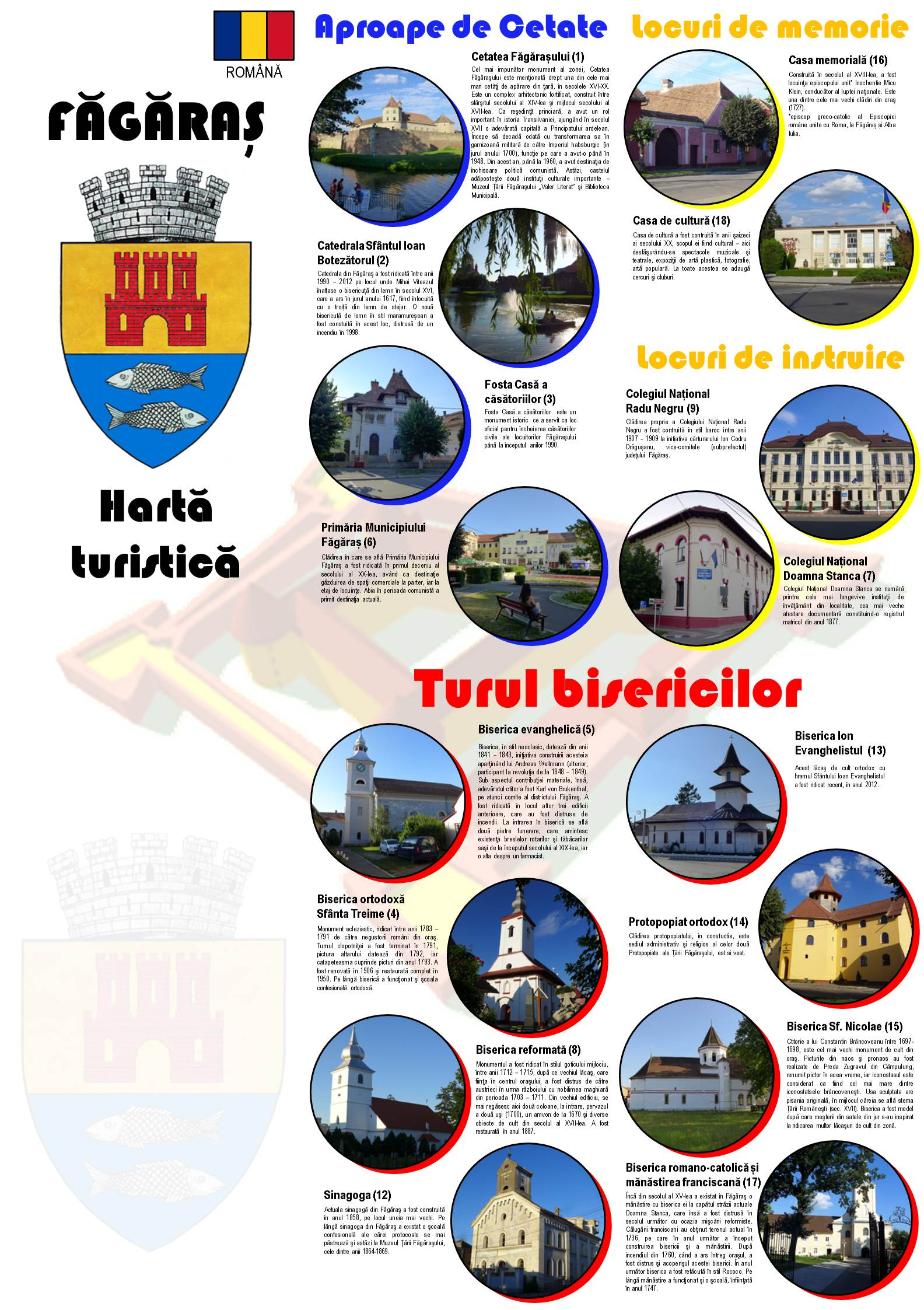
Hartă turistică a Făgărașului

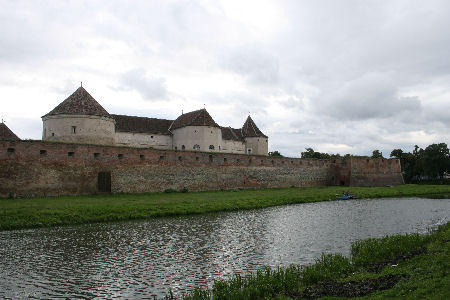
Cetatea Făgărașului

- Construcția Cetății Făgărașului a început la sfârșitul secolului al XIV-lea, pe locul unei cetăți de pământ din secolul al XII-lea. A fost transformată în castel fortificat în secolul al XVI-lea, devenind reședință princiară din secolul al XVII-lea. În prezent, Cetatea Făgărașului adăpostește Muzeul „Țării Făgărașului”, Biblioteca Municipală Făgăraș.
- Biserica Sfântul Nicolae din Făgăraș, construită de Constantin Brâncoveanu.
- Statuia Doamnei Stanca (bust), realizată în anul 1938 de sculptorul Spiridon Georgescu (1887-1974), așezată în fața cetății. Monumentul a fost realizat la propunerea lui Nicolae Iorga adresată «Grupării Femeilor Române» filiala Făgăraș, care a luat inițiativa ridicării unui bust al Doamnei Stanca.

- Biserica evanghelică din Făgăraș

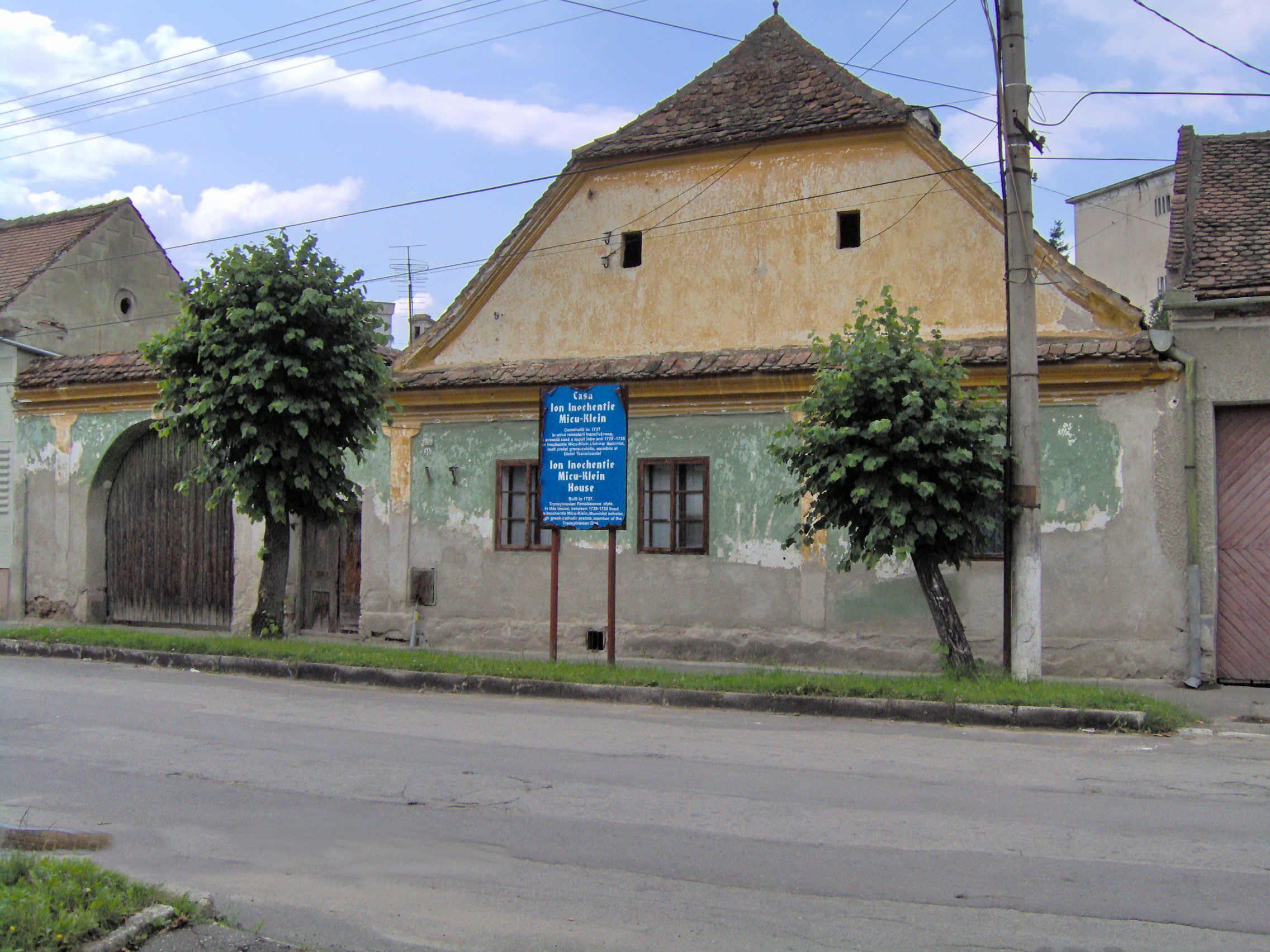
Casa episcopului unit Ioan Inocențiu Micu Klein din Făgăraș, construită în 1727

- Casa Inocențiu Micu-Klein, monument istoric (1727).
- Monumentul Eroilor Români din Primul Război Mondial. Monumentul a fost ridicat în anul 1931 din inițiativa și prin contribuția „Societății de ajutor și cultură” din Galați-Făgăraș. Autorul este sculptorul Dănilă Schneider. Obeliscul se află amplasat pe strada Gheorghe Doja nr. 70 și cinstește memoria ostașilor români căzuți în Primul Război Mondial. Obeliscul este susținut de un soclu în trepte și este realizat din gresie. La bază se află un vultur din bronz, cu aripile desfășurate, cu o cruce în cioc, așezat pe o cască militară. În partea superioară este fixată o cruce într-o coroană din lauri. În plan frontal, pe o placă, este o inscripție comemorativă.
- Statuia lui Badea Cârțan, în fața Casei de Cultură
- Municipiul Făgăraș poate fi un excelent punct de plecare pentru turistul care dorește să facă ascensiuni, de diferite grade de dificultate, în Munții Făgăraș.
- Complexul Turistic Sâmbăta de Sus (la 690 m altitudine), unde există o mulțime de locuri de cazare la hoteluri, vile și cabane, și unde se pot vizita obiective istorice și de artă religioasă: Mănăstirea „Constantin Brâncoveanu” (Mănăstirea Sâmbăta de Sus), Academia Ecumenică de la Sâmbăta... De aici, vara sau iarna, călătorul poate porni, pe Valea Sâmbetei, pe un traseu destul de ușor, care duce, în 2-3 ore, la cabana cu același nume, aflată în Munții Făgăraș, la altitudinea de 1.401 metri. Cabana Valea Sâmbetei are circa 50 de locuri de cazare, la prici. De la cabana Valea Sâmbetei, turistul poate face o ascensiune până la Fereastra Mare a Sâmbetei (2180 metri altitudine), iar de acolo poate porni, dacă este antrenat și echipat corespunzător, spre vârfurile Viștea Mare (2527 m), Moldoveanu (2544 m) ș.a.m.d.[16][17][18]
- În fiecare an, în a doua parte a lunii august[19], la Făgăraș sunt organizate Zilele Făgărașului. În program participă ansambluri folclorice, formații muzicale, formații de dansuri medievale etc. Sunt prezentate filme precum și programe speciale pentru copii.

## Personalități
- Negru Vodă - Radu Negru, voievod legendar al Țării Românești (cca 1290-1300);
- Ștefan Mailat, voievod și principe al Transilvaniei (1534-1540). « Stephanus Maylad liber dominus terre Fogaras Wayvoda Transylvaniae et Siculorum Comes »;[20]
- Gabriel Bethlen (1580-1629), principe al Transilvaniei între anii 1613–1629;
- Zsuzsanna Lorántffy (1600-1660), principesă a Transilvaniei, soția principelui Transilvaniei Gheorghe Rákóczi I, cea care a înființat prima școală (de nivel mediu) cu predare în limba română din Făgăraș, în 1657;
- Mihai Apafi I (1632-1690), nobil maghiar, principe al Transilvaniei între 1661-1690.
- Ioan Inocențiu Micu Klein, (n. 1692, Sadu - d. 1768, Roma) episcop român unit (greco-catolic) de Alba Iulia și Făgăraș (1728-1751), a avut reședința episcopală la Făgăraș între anii 1732-1737;[21]
- Ioan Pușcariu, căpitan de Făgăraș;
- David Urs de Margina (1816-1897), Baron de Marginea, înalt ofițer român în armata imperială austriacă;
- Ion Codru-Drăgușanu (1818-1884), călător, memorialist, vice-căpitan al Comitatului Făgăraș;
- Aron Pumnul (1818-1866), cărturar, lingvist, filolog, istoric literar, profesor al lui Mihai Eminescu, fruntaș al Revoluției de la 1848 din Transilvania;
- Nicolae Densușianu (1846–1911), istoric, membru corespondent al Academiei Române;
- Aron Densușianu (1837–1900), poet și critic literar, membru corespondent al Academiei Române;
- Ovid Densusianu (1873-1939), fiul lui Aron Densușianu, filolog, lingvist, folclorist, istoric literar și poet, academician, profesor la Universitatea din București.
- Elena Densușianu-Pușcariu (1875, Făgăraș – d. 1966, Iași), medic oftalmolog, profesor la Facultatea de Medicină din Iași. A fost prima femeie medic din România, prima femeie profesor universitar în domeniul medical din România și prima femeie profesor de oftalmologie din lume.
- Badea Cârțan (Gheorghe Cârțan) (n. 24 ianuarie 1848 – d. 7 august 1911), luptător pentru eliberarea românilor din Transilvania; globe-trotter;
- Alexandru Ciurcu (n. 29 ianuarie 1854, Șercaia, comitatul Făgăraș - d. 22 ianuarie 1922, București), inventator și publicist;
- Ioan Boeriu, baron de Polichna (n.1859 – d. 1949), Feldmarschalleutnant în Armata Comună a Austro-Ungariei, apoi general de corp de armată în România Mare.
- Fritz Schullerus (n. 1866, Făgăraș - d. 1898, Cincu Mare) pictor sas.
- Vasile Suciu (1873-1935), mitropolit al Bisericii Române Unite cu Roma, arhiepiscop de Făgăraș și Alba Iulia (1920-1935), membru de onoare al Academiei Române.
- Emil Pușcariu (n. 8 martie 1859, Veneția de Jos, comitatul Făgăraș - d. 3 octombrie 1928, la Iași), cunoscut vremurilor ca Emil Ion Cavaler de Pușcariu, a fost medic, om de știință și șoțul Elenei Densușianu-Pușcariu
- Ioan Boeriu, baron de Polichna (10 octombrie 1859, Vaida-Recea, Comitatul Făgăraș - 2 aprilie 1949, Sibiu), Feldmarschalleutnant în Armata Comună a Austro-Ungariei, apoi general de corp de armată în România Mare;
- Ioan Șenchea, (n. 7 iulie 1864, Zărnești - d. 1916), conducător al românilor din Făgăraș (Partidul Național Român din Transilvania), (1900–1916) [22];
- Valer Comșa (1864–1922), protopop greco-catolic, conducătorul delegației făgărășene la Marea Adunare de la Alba Iulia din 1 decembrie 1918;
- Elena Densușianu-Pușcariu (1875-1966), fiica lui Aron Densușianu, medic oftalmolog, șef al Clinicii de Oftalmologie de la Spitalul „Sf. Spiridon” din Iași și profesor la Facultatea de Medicină din Iași, soția lui Emil Pușcariu.
- Grigorie Gheorghe Comșa (n. 1889, Comana de Sus, Brașov - d. 1935, Arad), episcop Episcopiei Ortodoxe Române a Aradului între 1925-1935, membru de onoare (1934) al Academiei Române;
- Virgil Fulicea (1906–1979), sculptor;
- Horia Sima (1906-1993), președintele partidului Garda de Fier, comandantul Legiunii Arhanghelului Mihail (Mișcarea Legionară);
- Traian Herseni (n. 18 februarie 1907 sat Iasi – d. 1980), sociolog, antropolog, etnolog și profesor universitar;
- Traian Lăscuț-Făgărășanu (1909 - 1981), clarinetist, compozitor;
- Ion Gavrilă Ogoranu (1923-2006), luptător anticomunist în Munții Făgăraș, fost elev al actualului Colegiu Național „Radu Negru”;
- Octavian Paler (1926-2007), publicist, fost elev actualului Colegiu Național „Radu Negru”, promoția 1945;
- Victor Roșca (n.17 decembrie 1926, Râușor), luptător anticomunist
- Ioan Victor Pica (n. 22 martie 1933, Râușor - d. 2 aprilie 2004, Brașov), deputat în Parlamentul României, din partea PNȚCD, în legislatura 1992-1996;
- Maria Agata Iliescu (n. 1940), actor, deputat;
- Ștefan Câlția, pictor (n. 1942, Brașov);
- Alexandru Leluțiu (n. 8 septembrie 1943 - d. 2007, Cluj), profesor doctor inginer la Universitatea Tehnică din Cluj-Napoca, fost elev la Colegiul Național „Doamna Stanca” Arhivat în 27 iulie 2012, la Wayback Machine., șef promoție;
- Laurențiu (Liviu) Streza, (n. 12 octombrie 1947), arhiepiscop și mitropolit ortodox al Ardealului, fost elev al actualului Colegiu Național „Radu Negru”, promoția 1965;
- Radu Anton Roman (n. 19 august 1948, Făgăraș - d. 29 august 2005, București), jurnalist, scriitor și realizator TV;
- Serafim (Romul) Joantă (n. 4 septembrie 1948), arhiepiscop și mitropolit ales pentru românii ortodocși din Europa Centrală și de Nord;
- Mircea Florin Șandru (n. 1949, Făgăraș - d. 2025), poet, scriitor, memorialist, antologator și jurnalist;
- Carmen Daniela (n. 1951), pianistă;
- Ștefan Borbély (n. 1953), critic literar, profesor la Facultatea de Litere din Cluj-Napoca;
- Mihai Coman (n. 1953), profesor universitar;
- Eugen Ovidiu Chirovici (n. 1964), economist, scriitor și jurnalist român;
- Nicușor Dan (n. 1969, Făgăraș), activist civic și matematician român, inițiator și fost președinte al partidului Uniunea Salvați România, ales pentru funcția de primar general al Bucureștiului, la 27 septembrie 2020,  iar la alegerile locale din 9 iunie 2024 a fost reales cu 46,9%[23]; la 18 mai 2025, a fost ales președinte al României, cu 53,6% din voturile exprimate;
- Mihail Neamțu (n. 1978), scriitor, om politic și intelectual de dreapta din România;
- Ovidiu Cornea (n. 1980), canotor.

### Galerie de imagini

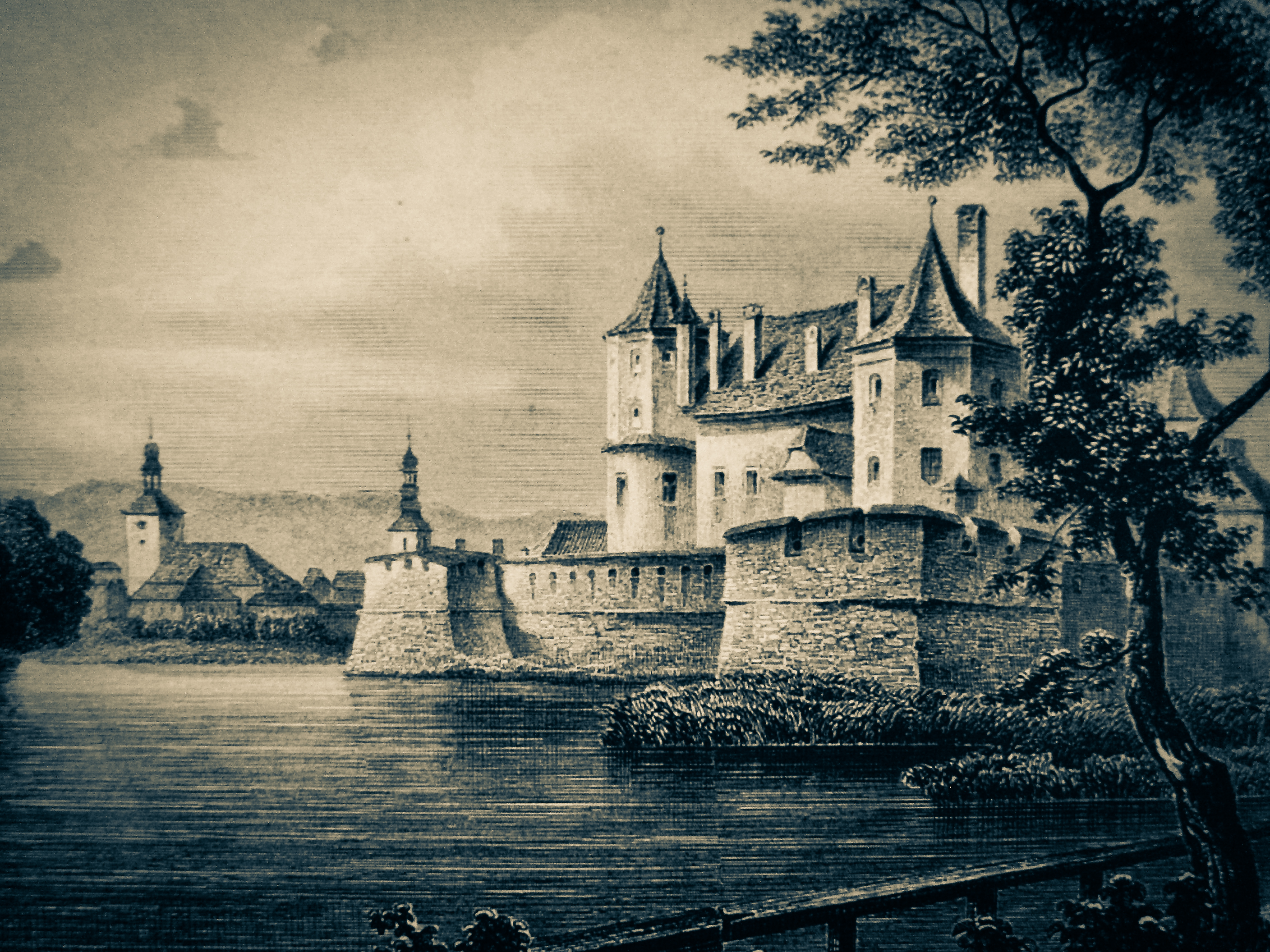
Cetatea Fagărașului văzută de Ludwig Rohbock
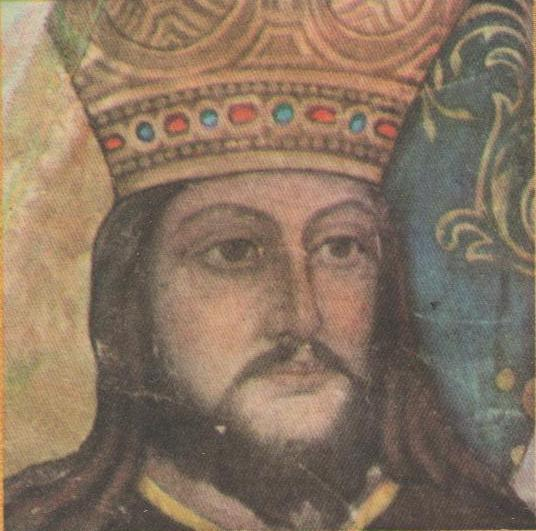
Negru-Vodă
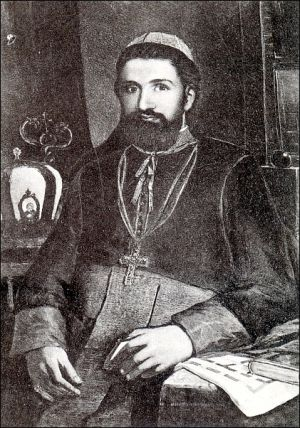
Ioan Inocențiu Micu Klein
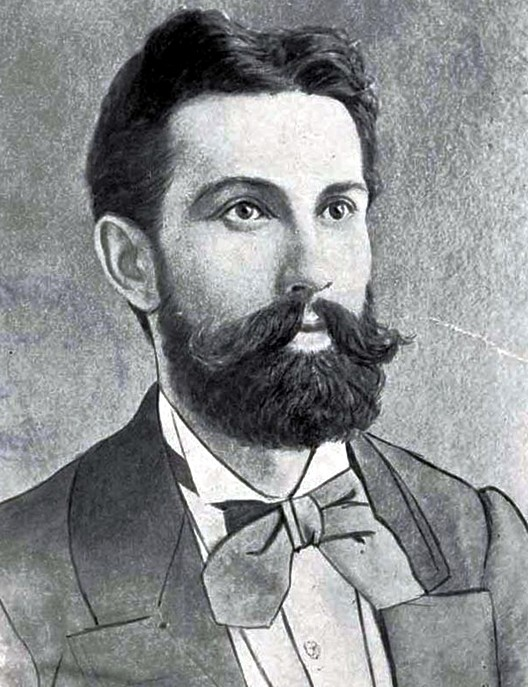
Nicolae Densușianu
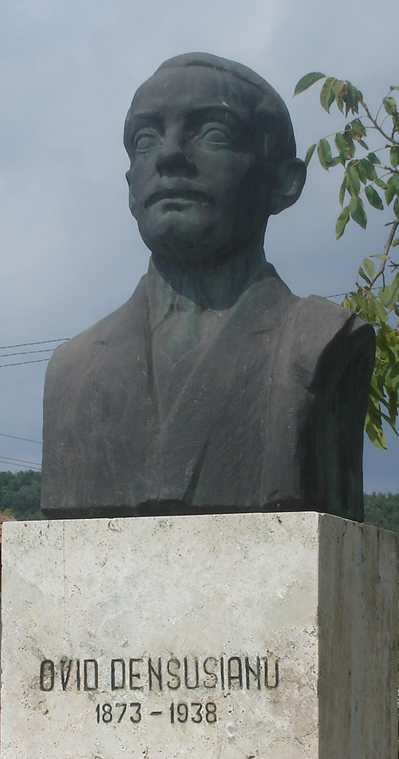
Ovid Densusianu
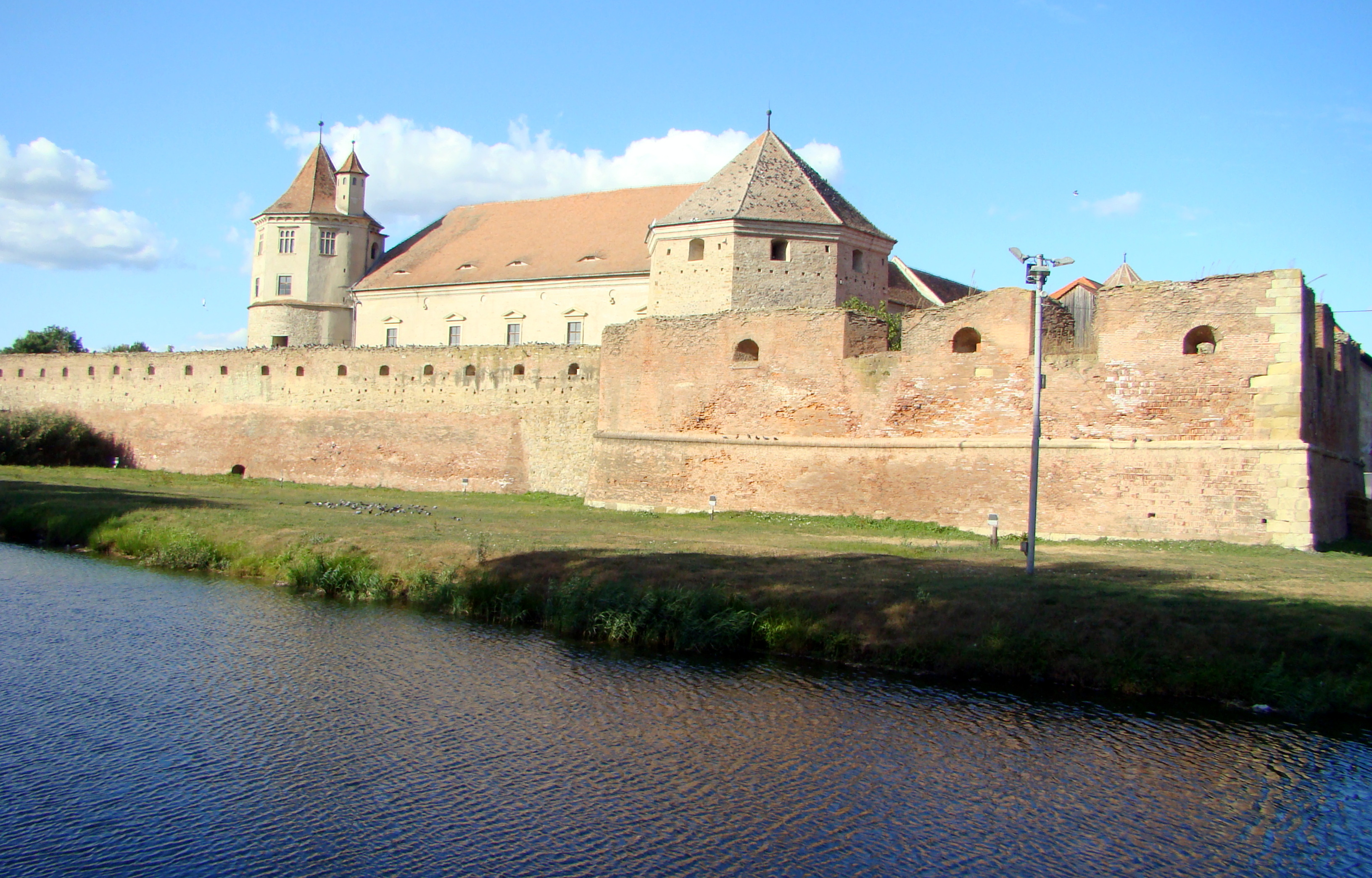
Cetatea Făgărașului (monument istoric)
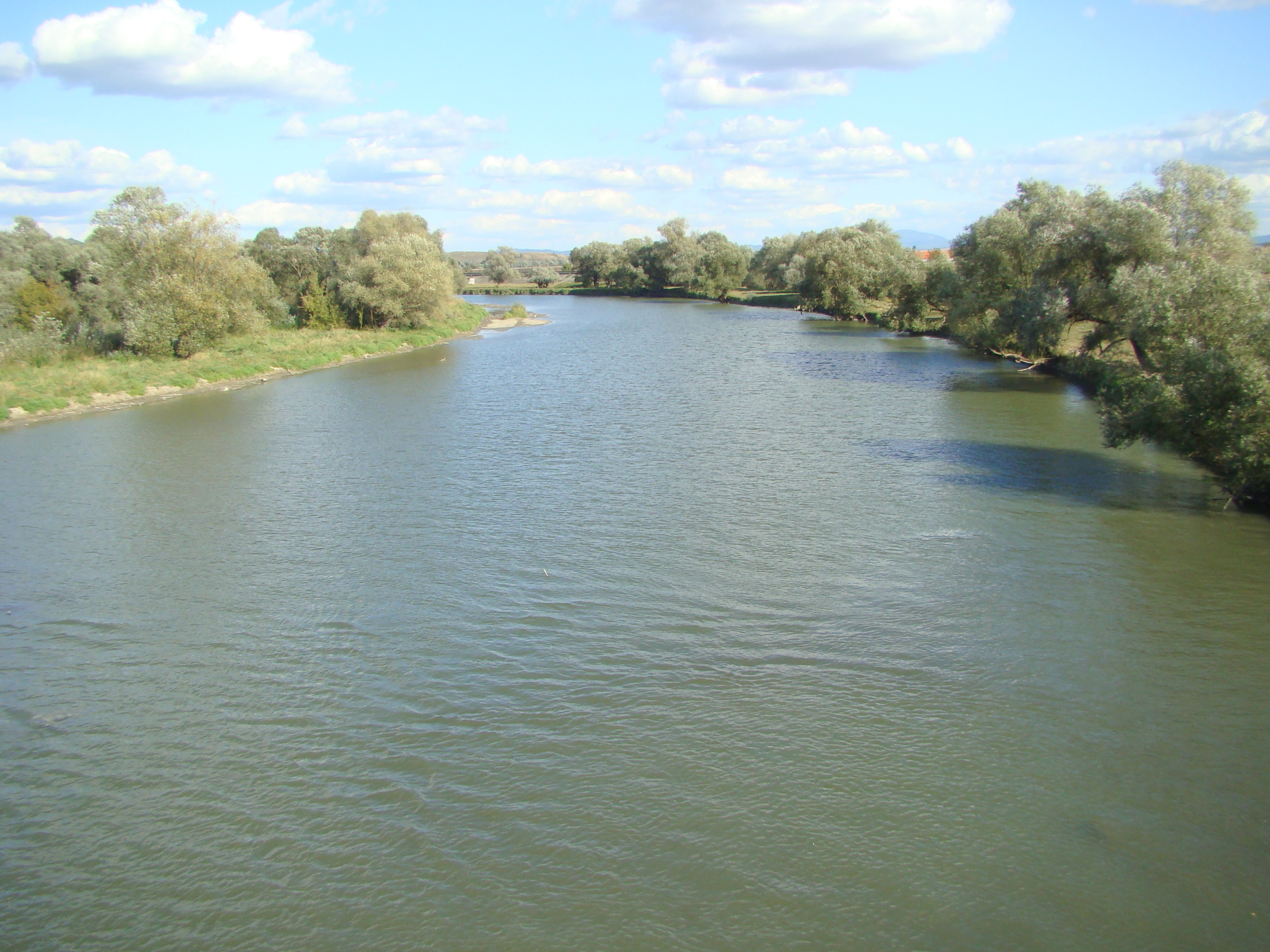
Oltul la Făgăraș
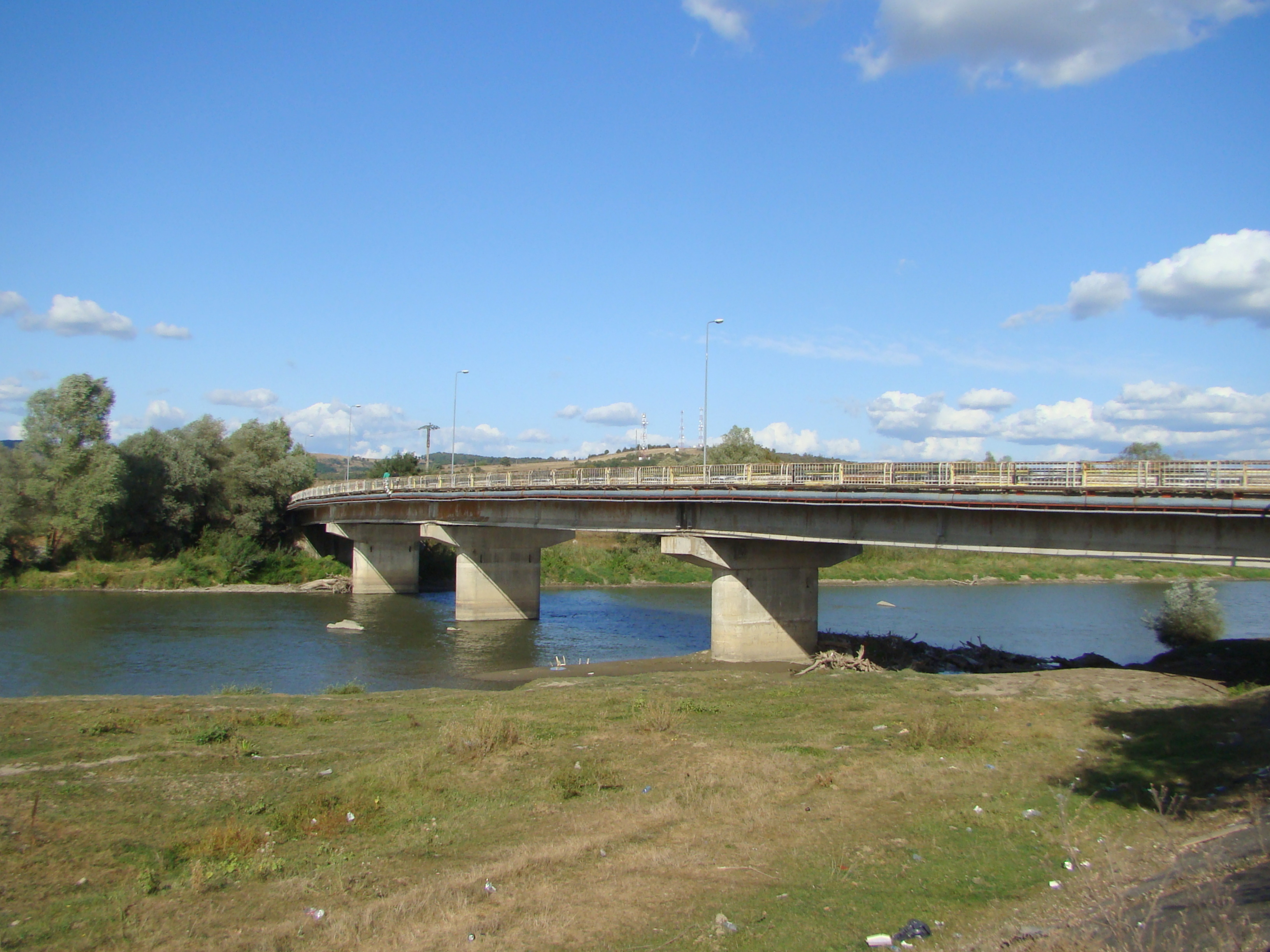
Podul peste râul Olt
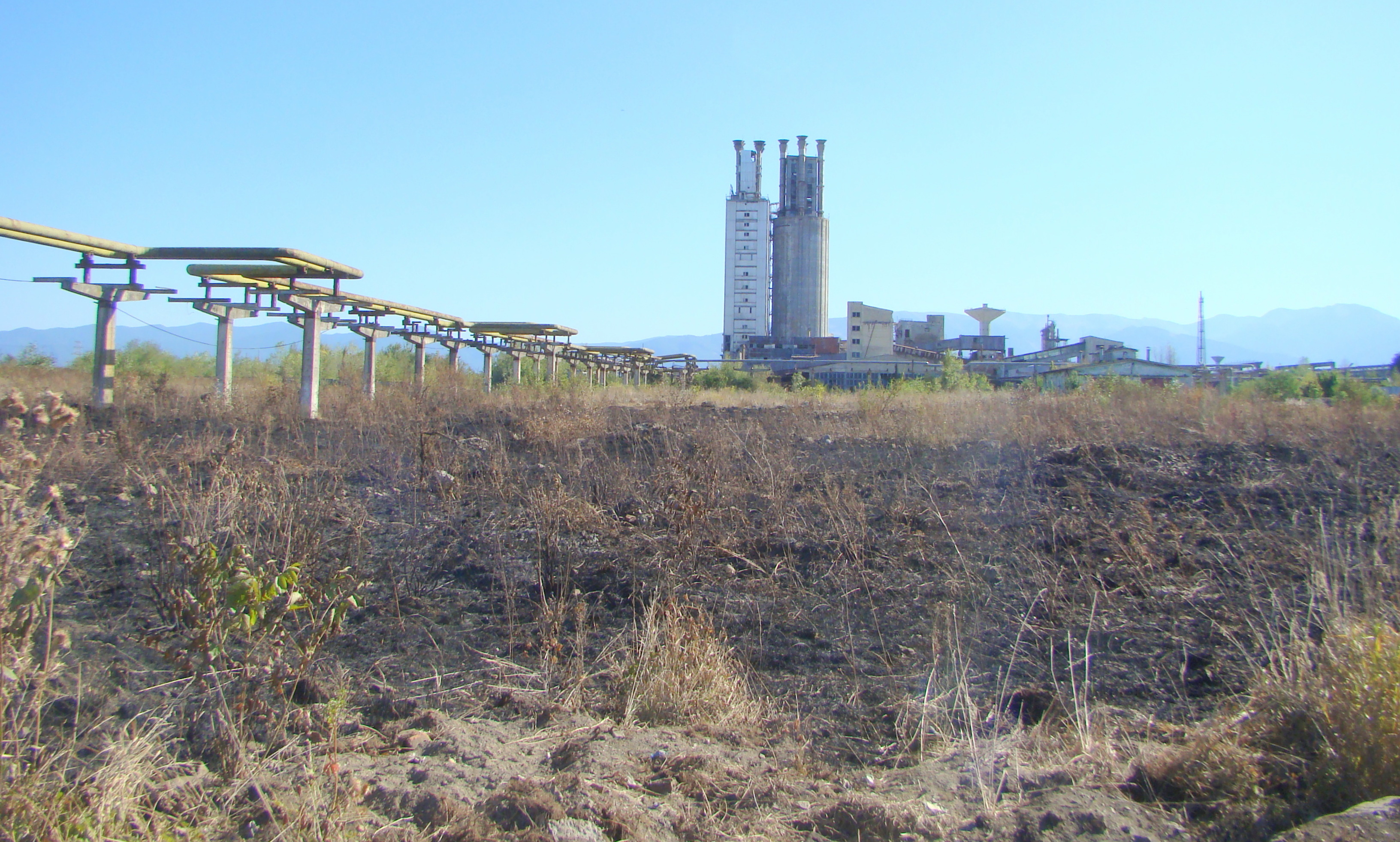
Ruinele combinatului chimic
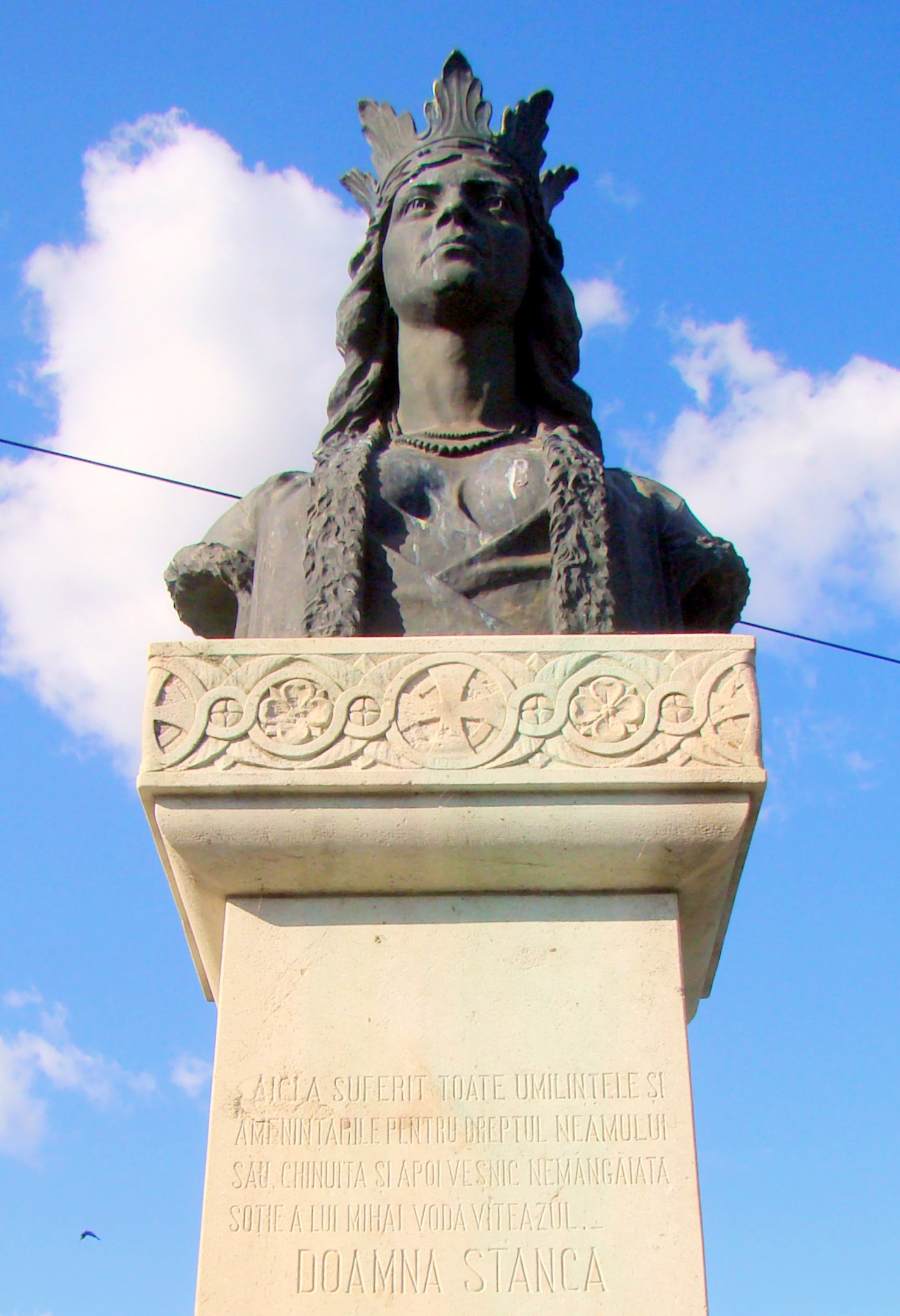
Bustul Doamnei Stanca (monument istoric)
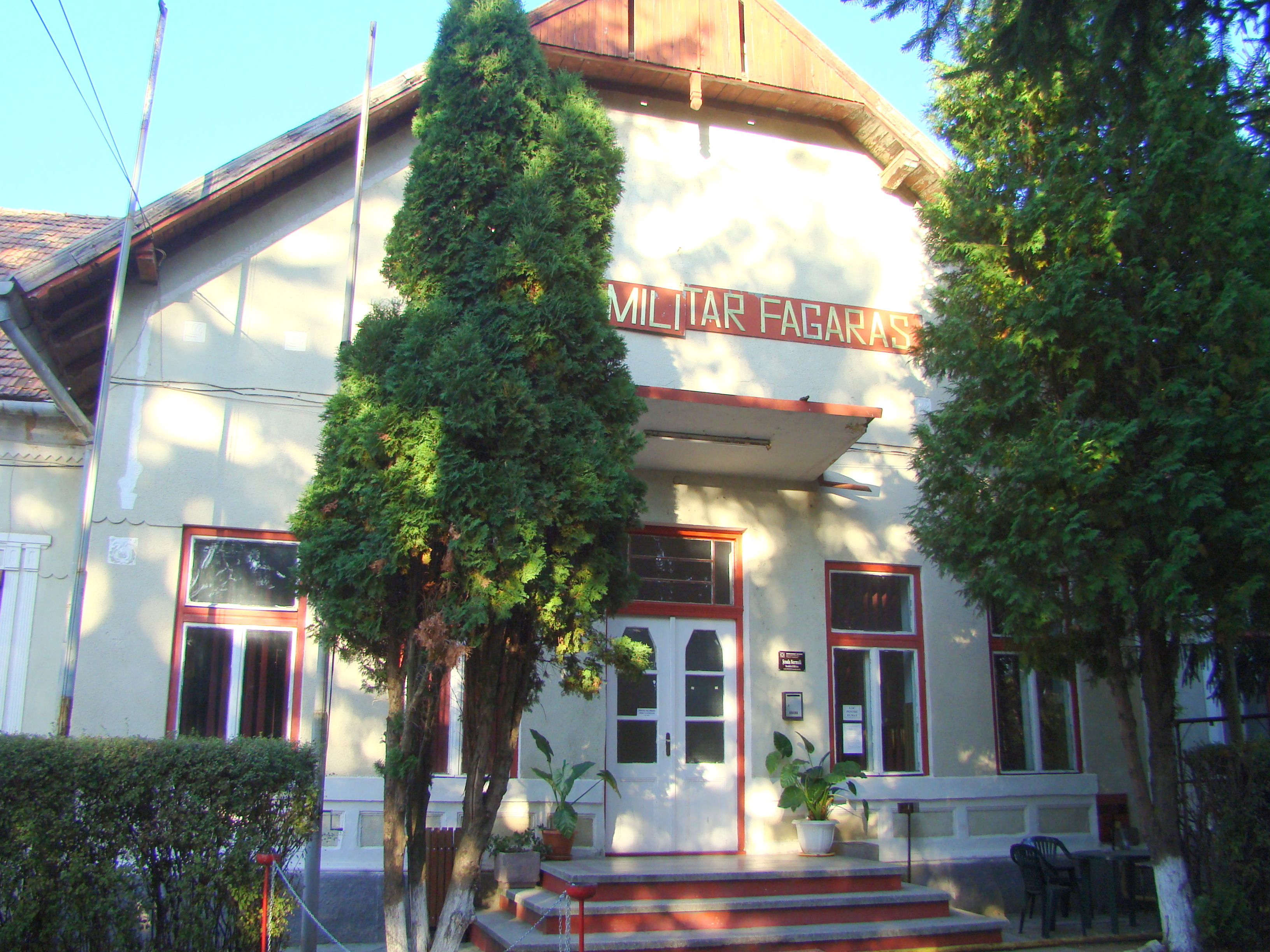
Clădirea cercului militar (monument istoric)
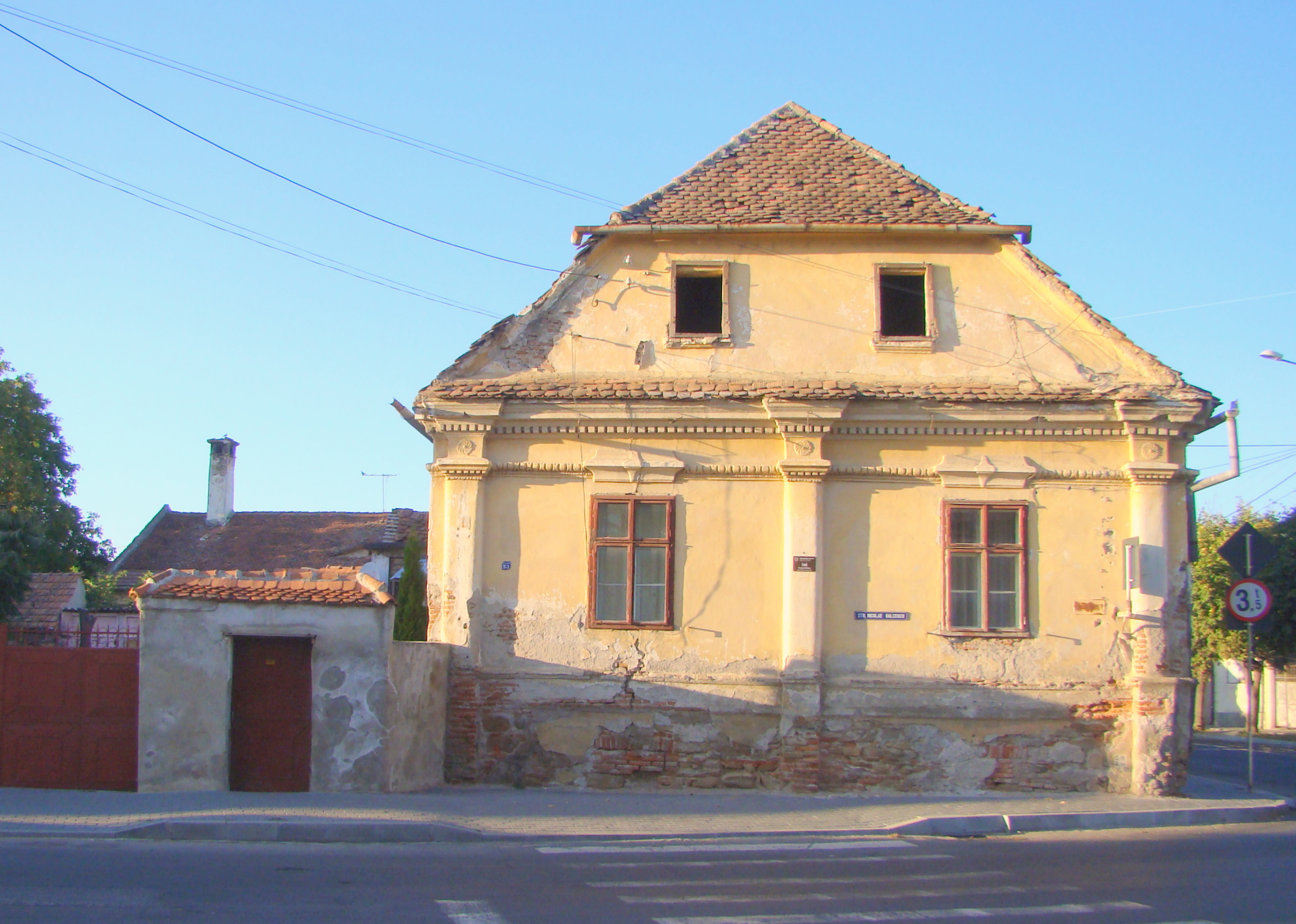
Casă de sec.XVIII pe str.Nicolae Bălcescu, nr.53 (monument istoric)
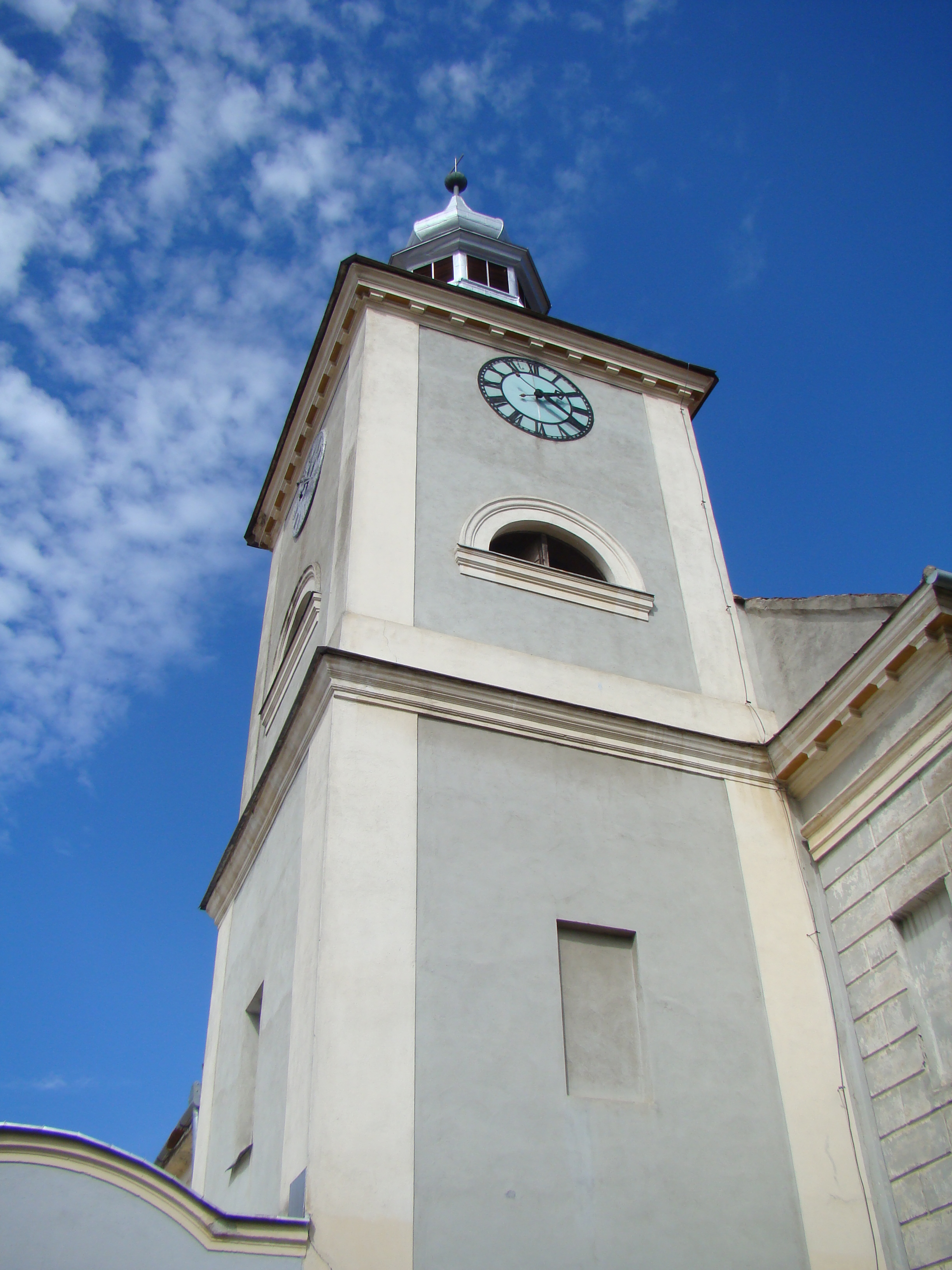
Turnul bisericii evanghelice
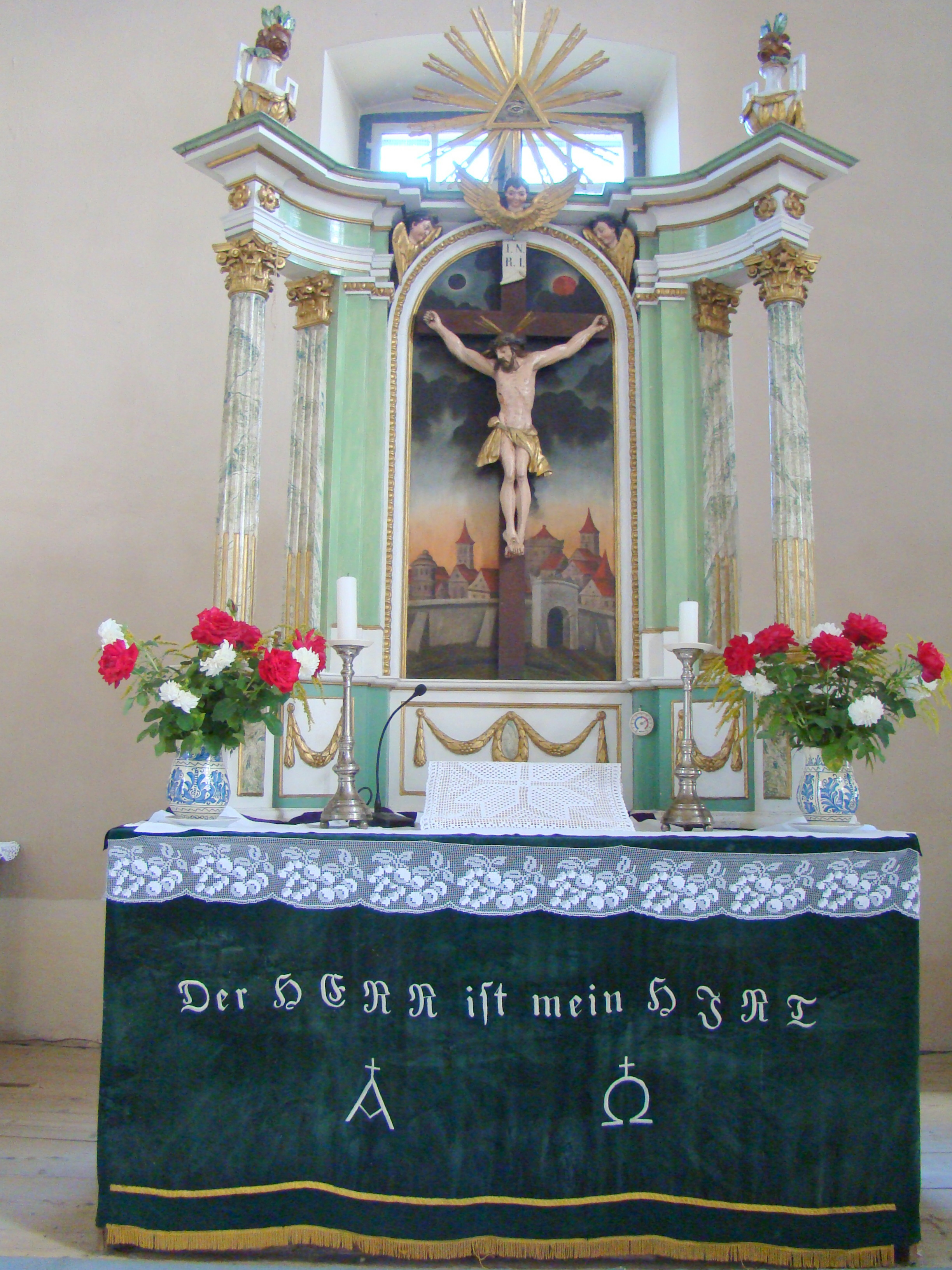
Altarul bisericii evanghelice

## Primari

### Primarii municipiului Făgăraș, după evenimentele din 1989
| Numele și prenumele     | Formațiunea politică         | Începerea mandatului | Încetarea mandatului de primar (motivul) |  |
| ----------------------- | ---------------------------- | -------------------- | ---------------------------------------- |  |
| Vasile Dan              | FSN                          | 1990                 | 1992 (alegeri)                           |  |
| Nicolae Ciocan          | PNL (CDR)                    | 1992                 | 1996 (alegeri)                           |  |
| Horațiu Judele          | independent                  | 1996                 | 1998                                     |  |
| Ovidiu Simen            | PNȚ-CD                       | 1998                 | 2000 (alegeri)                           |  |
| Ioan Bărbuți            | PER/PSD                      | 2000                 | 2004                                     |  |
| Ioan Bărbuți            | PSD                          | 2004 (reales)        | 2008 (alegeri)                           |  |
| Constantin Sorin Mănduc | PNL                          | 2008                 | 2012                                     |  |
| Constantin Sorin Mănduc | PNL                          | 2012 (reales)        | 2016 (alegeri)                           |  |
| Gheorghe Sucaciu        | independent                  | 2016                 | 2020 (alegeri)                           |  |
| Gheorghe Sucaciu        | Independent > (din 2023) PSD | 2020 (reales)        | 2024 (alegeri)                           |  |
| Gheorghe Sucaciu        | PSD                          | 2024 (reales)        |                                          |  |